# حاشورة ذبابية
حاشورة ذبابية (الاسم العلمي: Entomophthora muscae) هي نوع من الفطريات تتبع جنس فطر الحاشورة من فصيلة الحاشورية.